# Auflagerreaktion
Eine Auflagerreaktion ist eine Kraft oder ein Moment, mit der ein Auflager oder eine Einspannung ein technisches Objekt, wie zum Beispiel ein Tragwerk, stützt. Die Gesamtheit der Auflagerreaktionen fixiert das jeweilige Objekt auf den Auflagern. 
Beispiele dafür können sein: der Überbau einer Brücke stützt sich auf den Widerlagern ab, eine Zentrifuge auf einem Fundament, ein Schienenfahrzeug auf den Gleisen und das Bücherbord an der Wand; der Bohrer ist im Bohrfutter eingespannt und der Hahnenbalken im Mauerwerk.
In der Technischen Mechanik werden alle diese Stützungen bzw. Fixierungen als starr angesehen. Durch diese Idealisierung können die Auflagerreaktionen aus den Gleichgewichtsbedingungen ermittelt werden.
Methodisch wird in der Technischen Mechanik so vorgegangen, dass im Berechnungsmodell die Lagerungen entfernt und durch die zugehörigen Auflagerreaktionen ersetzt werden. Man spricht dann von Auflagerkräften und Einspannmomenten. 